# 藤岡家住宅
藤岡家住宅（ふじおかけじゅうたく）は、奈良県奈良市元興寺町にある古民家。町家。重要文化財。

## 概要
17世紀末から18世紀初期のものとみられる商家。奈良市内に残る町屋の中でも、特に建立年代も古い。
桁行13.3メートル、梁間14.7メートルで全面に庇がつく。一部に2階を持つ、切妻造段違・桟瓦葺。通り土間と2列の居室からなるが、奥の列は座敷・次の間・茶室となっている。
1968年（昭和43年）4月25日、重要文化財指定。

## 交通アクセス
近鉄奈良駅より徒歩15分